# Gabriele Kühn
Gabriele Kühn, nata Lohs (Dresda, 11 marzo 1957), è un'ex canottiera tedesca.

## Palmarès

### Olimpiadi
- 2 medaglie:
  - 2 ori (Montréal 1976 nel quattro con; Mosca 1980 nell'otto)

### Mondiali
- 1 medaglia:
  - 1 oro (Amsterdam 1977 nell'otto)